# Kokuji
Kokuji (jap. 国字, dt. Landeszeichen oder 和製漢字 wasei kanji, deutsch ‚japanische Kanji‘, wörtlich „in Japan erschaffene Han-Zeichen“) sind Kanji, die in Japan nach den Formprinzipien der chinesischen Schrift entwickelt wurden, aber in der Regel lediglich im Japanischen verwendet werden. Nur in seltenen Fällen wurde ein Kokuji in China übernommen.
Folgende Tabelle zeigt einige Beispiele:
| Zeichen | Hepburn | Bedeutung        | Anmerkungen |
| ------- | ------- | ---------------- | --- |
| 峠      | tōge    | Bergpass         | zusammengesetzt aus Radikal 46 山 (yama, „Berg“) und den Kanji 上 (ue, „oben“) + Kanji 下 (shita, „unten“)                     |
| 凧      | tako    | Drachen          | zusammengesetzt aus den Kanji 風 (kaze, „Wind“) und Radikal 50 巾 (haba, „Tuch“)                                               |
| 辻      | tsuji   | Kreuzung         | zusammengesetzt aus gehen und 十 (jū, „zehn“, Radikal 24) (das Zeichen für die Zahl zehn ist hier bildlich als Kreuz zu sehen) |
| 杢      | moku    | Bauholz          | zusammengesetzt aus Radikal 75 木 (ki, „Holz“) und Radikal 48 工 (kō, „Bauarbeit“)                                             |
| 榊      | sakaki  | Sperrstrauch     | zusammengesetzt aus Radikal 75 木 (ki, „Holz“) und 神 kami.                                                                    |
| 鰯      | iwashi  | Sardine/Sardelle | zusammengesetzt aus Radikal 195 魚 (sakana, „Fisch“) und 弱 jaku, „Schwäche“.                                                  |